# Hugh Welchman
Hugh Stewart Jasper Welchman (ur. 6 lutego 1975 w Bracknell) – brytyjski producent filmowy.

## Życiorys
Producent i założyciel Breakthru Films Sp. z o.o. Jest producentem krótkometrażowych i animowanych filmów takich jak: Wronie jajo, Piotruś i wilk, The Most Beautiful Man in the World, Nocna wyspa, Państwo Chomikowie, Skrzaty fortepianu, Szafa Zbigniewa, Strach na wróble, Szkice Chopina, Kleks, Magiczny fortepian, Latająca maszyna, Mały listonosz, Chłopi. Za zrealizowany wspólnie z żoną, Dorotą Kobielą, pełnometrażowy film Twój Vincent (2017) otrzymał wiele nagród i wyróżnień.

## Filmografia
| Tytuł                            | Rok produkcji | Rola                             | Produkcja                                                                | Uwagi |
| -------------------------------- | ------------- | -------------------------------- | ------------------------------------------------------------------------ | --- |
| Piotruś i wilk                   | 2006          | producent                        | Breakthru Films Se-ma-for                                                | film krótkometrażowy; film współfinansowany przez Channel 4; Polski Instytut Sztuki Filmowej; Storm Studios; Kreis Consulting; Arthaus Musik; Archangel                                                                                |
| Strach na wróble                 | 2010          | producent                        | BreakThru Films                                                          | film krótkometrażowy |
| Zaczarowany fortepian            | 2011          | producent                        | BreakThru Films Bona Film Group; Storm Studios; Tianjin North Film Group | film krótkometrażowy |
| Nocna wyspa                      | 2011          | producent                        | BreakThru Films                                                          | film krótkometrażowy |
| Skrzaty fortepianu               | 2011          | producent                        | BreakThru Films                                                          | film krótkometrażowy |
| Chomiczy raj                     | 2011          | producent                        | BreakThru Films                                                          | film krótkometrażowy |
| Nad ranem                        | 2011          | producent                        | BreakThru Films                                                          | film krótkometrażowy |
| Projekt Chopin/Chopin's Drawings | 2009          | producent                        | Breakthru Films Se-ma-for                                                | film krótkometrażowy |
| Mały listonosz                   | 2011          | producent                        | BreakThru Films                                                          | film krótkometrażowy |
| PL!INK                           | 2011          | producent                        | BreakThru Films                                                          | film krótkometrażowy |
| Państwo Chomikowie               | 2011          | producent                        | BreakThru Films                                                          | film krótkometrażowy |
| Three Little Pigs                | (brak)        | producent                        | BreakThru Films                                                          | |
| Animal ABC                       | 2016 (?)      | producent                        | BreakThru Films                                                          | film krótkometrażowy |
| Twój Vincent                     | 2017          | reżyseria; producent; scenariusz | Breakthru Films Trademark Films                                          | film pełnometrażowy; film współfinansowany przez Polski Instytut Sztuki Filmowej; Silver Reel; Sevenex Capital Partners; Odra-Film, Miasto Wrocław, Creative Europe Media i Doha Film Institute                                        |
| Chłopi                           | 2023          | reżyseria; producent; scenariusz | Breakthru Films DigitalKraft Art Shot                                    | film pełnometrażowy; film współfinansowany przez Canal+ Polska; Polski Instytut Sztuki Filmowej; New Europe Film Sales; Film Center Serbia; Lithuanian Film Centre; Narodowe Centrum Kultury i Mazowiecki i Warszawski Fundusz Filmowy |

## Nagrody i nominacje
- 2018: nominacja David di Donatello w kategorii Najlepszy film Unii Europejskiej za film Twój Vincent (2017)[5][6]
- 2018: nominacja BAFTA w kategorii Najlepszy film animowany za film Twój Vincent (2017)[5][6]
- 2018: nominacja Annie w kategorii Najlepsze indywidualne osiągnięcie: scenariusz za film Twój Vincent (2017)[5][6]
- 2018: nominacja Orzeł w kategorii Najlepszy film za film Twój Vincent (2017), Odkrycie roku za film Twój Vincent (2017) (dwukrotnie)[5][6]
- 2018: nominacja Oscar w kategorii Najlepszy długometrażowy film animowany za film Twój Vincent (2017)[5][6]
- 2017: wygrana Europejska Nagroda Filmowa (od 1997) w kategorii Najlepszy film animowany za film Twój Vincent (2017)[5][6]
- 2008: wygrana Oscar w kategorii Najlepszy krótkometrażowy film animowany za film Piotruś i Wilk (2006)[5][6]
- 2003: nominacja BAFTA w kategorii Najlepszy film dokumentalny za film The Most Beautiful Man in the World (2002),[5][6]
- 2007: nominacja BAFTA w kategorii Najlepszy krótkometrażowy film animowany za film Piotruś i Wilk (2006),[5][6]